# Elassoma okatie
Elassoma okatie är en fiskart som beskrevs av Rohde och Arndt, 1987. Elassoma okatie ingår i släktet Elassoma och familjen Elassomatidae. IUCN kategoriserar arten globalt som sårbar. Inga underarter finns listade i Catalogue of Life.